# Архиепархия Осамиса

Провинция Западный Мисамис (выделено красным)

Архиепархия Осамиса (лат. Archidioecesis Ozamisana) — архиепархия Римско-Католической церкви с центром в городе Осамис, Филиппины. Архиепархия Осамиса распространяет свою юрисдикцию на провинцию Западный Мисамис. В митрополию Осамиса входят епархии Диполога, Илигана, Пагадиана, территориальная прелатура Марави. Кафедральным собором архиепархии Осамиса является церковь Непорочного Зачатия Пресвятой Девы Марии.

## История
27 января 1951 года Римский папа Пий XII издал буллу Supremum Nobis, которой учредил территориальную прелатуру Осамиса, выделив её из епархии Кагаян-де-Оро (сегодня — Архиепархия Кагаян-де-Оро) и епархии Замбоанги (сегодня — Архиепархия Замбоанги). В этот же день территориальная прелатура Осамиса вошла в митрополию Себу.
29 июня 1951 года территориальная прелатура Осамиса вошла в митрополию Кагаян-де-Оро.
17 февраля 1971 года территориальная прелатура Осамиса передала часть своей территории для создания новой территориальной прелатуры Илигана (сегодня — Епархия Илигана). В этот же день территориальная прелатура Осамиса была преобразована в епархию, которая вошла в митрополию Замбоанги.
24 января 1983 года Римский папа Иоанн Павел II издал буллу Quo maius, которой возвёл епархию Осамиса в ранг архиепархии.

## Ординарии архиепархии
- епископ Patrick H. Cronin (24.05.1955 — 13.10.1970) — назначен архиепископом Кагаян-де-Оро;
- епископ Jesús Y. Varela (17.02.1971 — 27.11.1980) — назначен епископом Соргосона;
- архиепископ Jesús Armamento Dosado (29.07.1981 — по настоящее время).

## Источник
- Annuario Pontificio, Ватикан, 2007
- Булла Supremum Nobis Архивная копия от 3 марта 2016 на Wayback Machine, AAS 43 (1951), стр. 353  (лат.)
- Булла Quo maius Архивная копия от 27 марта 2010 на Wayback Machine, AAS 75 (1983) I, стр. 677 (лат.)